# Dimitrie Volanschi
Dimitrie Volanschi (n. 28 iulie 1877, Tecuci, județul Galați d. 26 iunie 1940, București) a fost un jurist și magistrat român, președinte al Înaltei Curți de Casație în perioada 24.3.1931 - 1.6.1938.

## Studii
Începe studiile la Tecuci. Termină liceul la Iași. Bacalaureatul în 1895. Licența în drept la Facultatea de drept din Iași, în 1900, cu teza "Despre quasi-delicte".

## Cariera de jurist
Numit, la 6 octombrie 1901, substitut la Tribunalul Tecuci. La 16 noiembrie 1901, transferat ca supleant la Tribunalul Tutova. La 30 iunie 1905, judecător la Tribunalul Vaslui. La 6 iulie 1909, confirmat judecător la același tribunal. În mai 1910, numit judecător de instrucție, iar 20 decembrie 1910, judecător de ședință la Tribunalul Iași. La 1 aprilie 1912, președinte la Tribunalul Iași. La 17 mai 1913, consilier la Curtea de Apel din Iași. La 25 ianuarie 1918, președinte, iar la 15 mai 1920, prim președinte la Curtea de Apel din Iași. La 18 martie 1931, procuror general la Înalta Curte de Casație, iar la 27 martie 1931, este numit în cea mai înaltă treaptă din justiția românească, Prim Președinte al Înaltei Curți de Casație. Pensionat la 1 iunie 1938.

## Dimitrie Volanschi prezentat de Eugen Herovanu
Din toate funcțiunile statului, nici una—poate—nu reclamă atâtea însușiri și virtuți ca cea pe care o îndeplinește magistratura. A judeca pe semenul tău, a-i  putea spune <<ai dreptate>> sau <<n-ai dreptate>>, a dispune de onoarea, de averea, de viața lui... Ce sarcină grea și plină de răspundere! <<Când mă gândesc la lucrurile acestea—spunea Lamenais—mă cutremur!>>. În Franța se repetă adesea butada aceasta, care într-o formă familiară și ironică, exprimă totuși un adevăr tragic: <<un juge a tout les droits sauf celui de se tromper>>. Unde e totuși judecătorul care ar putea spune: eu n-am greșit? Unii vorbesc de o artă de a judeca. Există oare arta aceasta? Într-o privință, poate, a existat odată, pe timpul pretoriului roman și al acelor străluciți jurisconsulți care puteau vorbi de o <<ars aequi et boni>>. Dar secretul ei s-a pierdut de mult; astăzi dreptul a devenit un lucru atât de greu, de complicat și de gingaș, încât  aplicarea lui cere mai multă știință și reflecțiune, decât îndemânare. A fi judecător e o chestiune de pregătire, dar mai ales de vocațiune. Nici știința, nici inteligența, nici onestitatea comună, nici iubirea de oameni și nici una din însușirile frumoase care pot împodobi pe omul public, nu ajung. A fi judecător, e a avea mai mult decât toate acestea: e a avea sentimentul justului și mai ales a poseda, cu simplicitate, conștiința deplină a misiunii tale înalte, -- până la abnegațiune, până la sacrificiu. E oare o simplă întâmplare, că voind a schița figura celui mai înalt magistrat al țării, am început prin a construi sintetic pe judecătorul ideal? Oare dacă plecam de la concret și individual pentru a ajunge la abstract și prototip, rezultatul n-ar fi fost același?